# 숨겨논 여자
"숨겨논 여자"(Secret Woman)는 한국에서 제작된 장일호 감독의 1970년 영화이다. 신영균 등이 주연으로 출연하였고 곽정환 등이 제작에 참여하였다.

## 출연

### 주연
- 신영균
- 김지미
- 오유경
- 허장강

## 기타
- 조명: 조경환
- 조명: 김동포